# مارغريت شو بارينجر
مارغريت شو بارينجر (بالإنجليزية: Margaret Chew Barringer)‏ هي كاتِبة وشاعرة أمريكية، ولدت في 16 أبريل 1946 في برين مار ‏ في الولايات المتحدة.